# Оршова
Оршова (рум. Orșova, нем. Orschowa, венг. Orsova, серб. Оршава) — город в Румынии, входит в состав жудеца Мехединци.

## География
Расположен на берегу реки Дунай при впадении в него реки Черна, в ущелье Железные ворота.

## История
Во II—III веках н. э. в этом районе существовал древнеримский лагерь Дьерна, разрушенный в ходе великого переселения народов, хотя остаточное и, по-видимому, романоязычное население сохранилось на прилегающих дунайских террасах и склонах хребта Алмэж. .
После создания каскада ГЭС на Дунае, здесь возникло водохранилище Железные Ворота, и старый город был им затоплен в 
1970 году. Население было перемещено на более высокие террасы реки в 1966—1971 годах в специально возведённые микрорайоны, которые также поглотили деревни Жупальник, Туфарь и Корамник.

## Население
Согласно переписи 2002 года, в городе проживало 12 967 человек (в 1992 году — 16 009). Население быстро сокращается по причине эмиграции и отрицательного прироста.

## Достопримечательности
- 40-метровое высеченное в скале лицо Децебала — выполнено в 1994—2004 годах.